# Pawel Kastramin
Pawel Kastramin (* 1991; belarussisch Павел Кастрамін, russisch Павел Костромин/Pawel Kostromin) ist ein belarussischer Boxer im Weltergewicht.

## Erfolge
Kastramin gewann 2005 eine Bronzemedaille bei den Schüler-Europameisterschaften in Twer. 2012 gewann er eine weitere Bronzemedaille bei den U22-Europameisterschaften in Kaliningrad. Nach Siegen gegen Sergej Bikow aus der Ukraine und Thurles Moran aus Irland, unterlag er im Halbfinale gegen Saal Kwatschatadse aus Georgien.
2013 besiegte er bei den Europameisterschaften in Minsk den Niederländer Max van der Pas, den Rumänen Orlando Chirvase und Vasile Belous aus Moldawien, ehe er im Halbfinale gegen den Deutschen Araik Marutjan unterlag und somit erneut Bronze gewann. Er konnte daraufhin bei den Weltmeisterschaften 2013 in Almaty teilnehmen, schied aber im ersten Kampf gegen Denis Lasarew aus der Ukraine aus.
2015 gewann er die Silbermedaille bei den Europameisterschaften in Samokow. Nach Siegen gegen Anass Messaoudi aus Belgien, Albi Sorra aus Albanien, Adam Nolan aus Irland und Clarence Goyeram aus Schweden erreichte er das Finale, welches er gegen Eimantas Stanionis aus Litauen verlor. Bei den Weltmeisterschaften 2015 in Doha schied er im Achtelfinale gegen den Kasachen Danijar Jeleussinow aus, nachdem er in der Vorrunde den Japaner Yasuhiro Suzuki besiegt hatte.
Bei den Olympischen Spielen 2016 schied er im ersten Kampf gegen den Thailänder Sailom Adi aus. Bei den Europameisterschaften 2017 in Charkiw besiegte er in der Vorrunde Onur Şipal und verlor im Achtelfinale gegen Vasili Belous.
Darüber hinaus ist Kastramin Gewinner internationaler Turniere wie den Governor Cup 2013 in Russland sowie dem Liventsev Memorial 2014 und 2015 in Belarus.